# Giro del Valdarno
El Giro del Valdarno és una competició ciclista italiana d'un sol dia que es disputa pels voltants del municipi de Figline Valdarno a la Toscana.

## Palmarès
| Any       | Vencedor             | Segon                 | Tercer                |
| --------- | -------------------- | --------------------- | --------------------- |
| 1968      | Felice Gimondi       | Eddy Merckx           | Gianni Motta          |
| 1969-1975 | no es disputà        |                       |                       |
| 1976      | Alberto Bogo         |                       |                       |
| 1977      | Andris Jacobson      |                       |                       |
| 1978      | Luciano Galleschi    |                       |                       |
| 1979      | Guido Bontempi       |                       |                       |
| 1980      | Alessandro Paganessi |                       |                       |
| 1981      | Franco Chioccioli    |                       |                       |
| 1982      | Francesco Moser      | Pierino Gavazzi       | Graziano Salvietti    |
| 1983      | Giuseppe Saronni     | Graziano Salvietti    | Dante Morandi         |
| 1984      | Giampiero Castellani |                       |                       |
| 1985      | Jan Brzeźny          |                       |                       |
| 1986      | Dario Rando          |                       |                       |
| 1987      | Daniele Piccini      |                       |                       |
| 1988      | Antonio Politano     |                       |                       |
| 1989      | Paolo Botarelli      |                       |                       |
| 1990      | Gianvito Martinelli  |                       |                       |
| 1991      | Michele Bartoli      |                       |                       |
| 1992      | Stefano Faustini     |                       |                       |
| 1993      | Alessandro Baronti   |                       |                       |
| 1994      | Alessio Barbagli     |                       |                       |
| 1995      | Paolo Valoti         |                       |                       |
| 1996      | Gino Paolini         |                       |                       |
| 1997      | Gino Paolini         |                       |                       |
| 1998      | Arnoldas Saprykinas  |                       |                       |
| 1999      | Daniele Righi        |                       |                       |
| 2000      | Andrea Vatteroni     |                       |                       |
| 2001      | Lorenzo Bernucci     | Allan Oras            | Yaroslav Popovych     |
| 2002      | Luca Solari          | Francesco Pietrangelo | Antonio Quadranti     |
| 2003      | Andriy Grivko        | Tomasz Nose           | Antonio Aldape Chávez |
| 2004      | Giairo Ermeti        | Denis Shkarpeta       | Kanstantsin Siutsou   |
| 2005      | Maurizio Biondo      | Diego Caccia          | Luca Iattici          |
| 2006      | Francesco Ginanni    | Devid Garbelli        | Francesco Gavazzi     |
| 2007      | Gabriele Graziani    | Mauro Finetto         | Matteo Montaguti      |
| 2008      | Pierpaolo De Negri   | Leonardo Pinizzotto   | Andrea Lupori         |
| 2009      | Paolo Ciavatta       | Sacha Modolo          | Massimo Graziato      |
| 2010      | Massimo Graziato     | Moreno Moser          | Silvio Satini         |
| 2011      | Davide Mucelli       | Juan Pablo Valencia   | Gennaro Maddaluno     |
| 2012      | Alessio Marchetti    | Alessio Taliani       | Enrico Barbin         |
| 2013      | Alessio Taliani      | Liam Bertazzo         | Andrea Zordan         |
| 2014      | Fausto Masnada       | Devid Tintori         | Giuseppe Sannino      |
| 2015      | Marco Bernardinetti  | Federico Borella      | Gianluca Milani       |
| 2016      | Fausto Masnada       | Alexandr Riabushenko  | Paolo Totò            |